# Nacht DNA
Nacht DNA, een coproductie van de NPS en de TROS, was een radioprogramma dat vanaf donderdag 3 januari 2008 wekelijks uitgezonden werd op 3FM. De presentatie was in handen van Domien Verschuuren en Annemieke Schollaardt. Wie er aanwezig was kon per week verschillen. Het programma was de nachtelijke tegenhanger van Weekend DNA. Op het voorgaande tijdstip van Nacht DNA is nu Roosmarijn Reijmer met haar programma Roosmarijn te horen.